# Pyropteron triannuliformis
Pyropteron triannuliformis is een vlinder uit de familie wespvlinders (Sesiidae), onderfamilie Sesiinae.
Pyropteron triannuliformis is voor het eerst wetenschappelijk beschreven door Freyer in 1842. De soort komt voor in het Palearctisch gebied.